# Miami Freedom
Miami Freedom is een voormalige Amerikaanse voetbalclub uit Miami, Florida. De club werd opgericht in 1988 en opgeheven in 1992. De club speelde twee seizoenen in de American Soccer League en drie seizoenen in de American Professional Soccer League.

## Bekende ex-coaches
- Wim Suurbier (1989)